# Germondans
Germondans é uma comuna francesa na região administrativa de Borgonha-Franco-Condado, no departamento de Doubs. Estende-se por uma área de 3,52 km². Em 2010 a comuna tinha 62 habitantes (densidade: 17,6 hab./km²).